# Torneo Preolímpico Asiático Masculino de Rugby 7 2019
El Torneo Preolímpico Asiático de Rugby 7 2019 fue el torneo que determinó el clasificado para el Torneo masculino de rugby 7 en los Juegos Olímpicos de Tokio 2020.
Se disputó en el Incheon Namdong Asiad Rugby Field de Incheon, Corea del Sur.
El campeón del torneo fue la selección de Corea del Sur, quienes clasificaron por primera vez a los Juegos Olímpicos, mientras que el segundo y tercer puesto, Hong Kong y China respectivamente, obtuvieron el cupo al Torneo Preolímpico Mundial.

## Fase de grupos

### Grupo A
| Equipo       | Encuentros | Encuentros | Encuentros | Encuentros | Tantos  | Tantos    | Tantos     | Puntos |
| Equipo       | jugados    | ganados    | empatados  | perdidos   | a favor | en contra | diferencia | Puntos |
| ------------ | ---------- | ---------- | ---------- | ---------- | ------- | --------- | ---------- | ------ |
| Hong Kong    | 2          | 2          | 0          | 0          | 108     | 0         | +108       | 6      |
| Malasia      | 2          | 1          | 0          | 1          | 26      | 73        | –47        | 4      |
| China Taipéi | 2          | 0          | 0          | 2          | 19      | 80        | –61        | 2      |

Nota: Se otorgan 3 puntos al equipo que gane un partido, 2 al que empate y 1 al que pierda

### Grupo B
| Equipo    | Encuentros | Encuentros | Encuentros | Encuentros | Tantos  | Tantos    | Tantos     | Puntos |
| Equipo    | jugados    | ganados    | empatados  | perdidos   | a favor | en contra | diferencia | Puntos |
| --------- | ---------- | ---------- | ---------- | ---------- | ------- | --------- | ---------- | ------ |
| China     | 2          | 2          | 0          | 0          | 59      | 27        | +32        | 6      |
| Filipinas | 2          | 1          | 0          | 1          | 36      | 38        | –2         | 4      |
| Singapur  | 2          | 0          | 0          | 2          | 24      | 54        | –30        | 2      |

### Grupo C
| Equipo        | Encuentros | Encuentros | Encuentros | Encuentros | Tantos  | Tantos    | Tantos     | Puntos |
| Equipo        | jugados    | ganados    | empatados  | perdidos   | a favor | en contra | diferencia | Puntos |
| ------------- | ---------- | ---------- | ---------- | ---------- | ------- | --------- | ---------- | ------ |
| Corea del Sur | 2          | 2          | 0          | 0          | 63      | 7         | +56        | 6      |
| Sri Lanka     | 2          | 1          | 0          | 1          | 33      | 49        | –16        | 4      |
| Afganistán    | 2          | 0          | 0          | 2          | 5       | 45        | –40        | 2      |

## Fase Final

### Cuartos de final
| 24 de noviembre | Corea del Sur | 32 - 7 | Malasia |  |  |

| 24 de noviembre | China | 50 - 5 | Singapur |  |  |

| 24 de noviembre | Sri Lanka | 17 - 24 | Filipinas |  |  |

| 24 de noviembre | Hong Kong | 38 - 0 | Afganistán |  |  |

### Semifinal
| 24 de noviembre | Corea del Sur | 12 - 7 | China |  |  |

| 24 de noviembre | Filipinas | 0 - 26 | Hong Kong |  |  |

### Tercer puesto
| 24 de noviembre | China | 19 - 14 | Filipinas |  |  |

### Final
| 24 de noviembre | Corea del Sur | 12 - 7 | Hong Kong |  |  |

| Bandera de Corea del Sur |
| Campeón Corea del Sur    |